# Pavel Kunert
Pavel Kunert (30. ledna 1930 Litomyšl – 6. května 2018 Brno) byl český herec, dlouholetý člen souboru Městského divadla Brno. Ztvárnil přes 200 divadelních a více než 40 televizních a filmových rolí.

## Život
Narodil se 30. ledna 1930 v Litomyšli. Učil se tkalcem i knihkupcem, studoval rovněž na obchodní škole, pracoval na různých úřadech.
Po celou dobu působil jako amatérský herec a od roku 1949 se stal hercem profesionálním. V letech 1949–1956 hrál sedm sezon v Krajském oblastním divadle Hradec Králové, poté 1956–1958 dvě sezony v Krajském oblastním divadle Trutnov. Na počátku sezony 1958/1959 se dostal do Brna, do Divadla Julia Fučíka na zdejším výstavišti, jehož soubor byl posléze převeden pod Divadlo bratří Mrštíků (od roku 1993 přejmenované na Městské divadlo Brno). Zde zůstal až do svého důchodu, odešel v roce 2010.
Kromě divadla účinkoval také v televizních inscenacích či filmech, nikdy však v hlavní roli. Uplatnil se rovněž v rozhlase a dabingu. V populárním seriálu Smolíkovi daboval souseda Smolíkových, doktora Halíře.
Pavel Kunert zemřel 6. května 2018 po dvojnásobné operaci následků mozkové příhody.